# Pelourinho de Macieira
O Pelourinho de Macieira, também referido como Pelourinho de Macieira de Cambra, localiza-se na Praça da República, defronte dos antigos Paços do Concelho, em Macieira de Cambra, no município de Vale de Cambra, distrito de Aveiro, em Portugal.
Este pelourinho encontra-se classificado como Imóvel de Interesse Público desde 1933.

## Características
Trata-se de um monumento quinhentista, de granito. É formado por uma base prismática, octogonal, coluna oitavada e remate em pinha paralelepipédica decorada nas faces com um pequeno escudo, roseta e duas cruzes. Todo o conjunto assenta sobre um soco de três degraus quadrangulares.